# Nouzerines
Nouzerines là một xã thuộc tỉnh Creuse trong vùng Nouvelle-Aquitaine miền trung nước Pháp. Xã này nằm ở khu vực có độ cao trung bình 412 mét trên mực nước biển.

## Địa lý
Thị trấn có cự ly 18 km về phía đông bắc của Guéret tại giao lộ các tuyến đườngD2, D68, D83 và D97.

## Dân số
| 1962                                                        | 1968 | 1975 | 1982 | 1990 | 1999 | 2005 |
| ----------------------------------------------------------- | ---- | ---- | ---- | ---- | ---- | ---- |
| 451                                                         | 529  | 437  | 340  | 277  | 261  | 266  |
| Số liệu điều tra dân số từ năm 1962 Dân số chỉ tính một lần |      |      |      |      |      |      |

## Địa điểm nổi bật
- Nhà thờ thế kỷ 11 St.Clair.
- Hồ Cluzeau.